# Mir Damad
Mir Damad (en persa: ميرداماد‎) (c. 1561 – 1631/1632), conocido también como Mir Mohammad Baqer Esterabadi, o Asterabadi, fue un filósofo chiita duodecimano iraní en las tradiciones islámicas peripatéticas neoplatónicas de Avicena. También fue poeta, jurista, ulema de las ciencias islámicas tradicionales y figura destacada (junto con su alumno Mulla Sadra) del renacimiento cultural de Irán emprendido bajo la dinastía safávida. Mir Damad fue asimismo el fundador central de la Escuela de Isfahán, llamado por alumnos y admiradores el 'Tercer maestro' (mu'alim al-talit) después de Aristóteles y al-Farabi. Heredó el título de Dāmād (yerno) de su padre, quien se había casado con la hija del famoso ulema chiita Shaikh ʿAlī b. Ḥosayn Karakī, conocido como Mojaqqeq-e Ṯānī (m. 1534 d. C.).

## Vida
Mir Damad nació en Astarabad (actual Gorgán, Irán) y estudió en Mashhad bajo la tutela de su tío materno Shaikh ʿAbd-al-ʿĀlī b. ʿAlī b. Ḥosayn (m. 1585 d. C.) y Sayyed Nūr-al-Dīn ʿAlī b. Abi’l-Ḥasan ʿĀmelī, un estudiante y yerno de Shaikh Zayn-al-Dīn ʿAlī b. Aḥmad ʿĀmelī, Šahīd-e Ṯānī. En 1575 d. C. recibió una eyāza (licencia, diploma) de manos de Shaikh Ḥosayn b. ʿAbd-al-Ṣamad ʿĀmelī. Durante el reinado del sultán Mohammed Khodabanda (1578-1587) Mir Dāmad fue a Isfahán, donde estudió con Mīr Faḵr-al-Dīn Moḥammad Sammākī Astarābādī, a su vez estudiante de Ghyath al-Din Mansur Dashtaki (m. 1541 d. C.). Mīr Dāmād lideró la oración de los viernes en Isfahán tras el ascenso al trono del Sha Ṣafī (r. 1629-1642).

## Filosofía
Mir Damad escribió principalmente filosofía, fusionando aspectos de la filosofía de Avicena y de la filosofía iluminacionista (ešrāqī) de Shihab al-Din Yahya ibn Habash Suhrawardi (1154-1191), dentro del marco del chiismo duodecimano. Mir Damad hizo una distinción entre filosofía (griega) yamānī y yūnānī, la primera asociada con yamīn (lado derecho), u oriente, como la fuente de luz y revelación, y la segunda asociada con la oscuridad y el conocimiento puramente racional, de acuerdo con principios iluminacionistas.
Su principal contribución a la filosofía islámica fue su novedosa formulación respecto a las gradaciones del tiempo y las emanaciones de las categorías separadas del tiempo como hipóstasis divinas descendentes. Mir Damad resolvió la controversia sobre si el mundo es creado o no-creado en el tiempo proponiendo la noción de huduz-e-dahri ('origen atemporal' u 'origen en perpetuidad') como una explicación basada en categorías avicenianas y suhrawardistas, a la vez que trascendiéndolas. Mir Damad argumentaba que, con excepción de Dios, todas las cosas—incluyendo la tierra y todos los cuerpos celestes—comparten un origen a la vez eterno y temporal. Su pensamiento influyó en el resurgimiento de la al-falsafa al-yamani (filosofía yemení), una filosofía basada en la revelación y dichos de los profetas más que en el racionalismo griego, y es ampliamente reconocido como el fundador de la Escuela de Isfahán, que adoptó una perspectiva teosófica conocida como jikmat-i ilaji (sabiduría divina).
Entre los numerosos tratados de Mir Damad sobre filosofía islámica se encuentran Taqwim al-Iman (Calendarios de fe, un tratado sobre la creación y el conocimiento divino), el Kitab Qabasat al-Ilahiyah (Libro de las brasas divinas de leña ardiente), en el que expone su concepto de origen atemporal, así como el Kitab al-Yadhawat y el Sirat al-Mustaqim. También escribió poesía bajo el seudónimo de Ishraq (Iluminación). Escribió asimismo un par de libros de matemáticas, pero con una importancia secundaria.
Entre sus muchos otros estudiantes además del Mulla Sadra se incluyen Seyyed Ahmad-ibn-Reyn-al-A'bedin Alavi, Mohammad ibn Alireza ibn Agajanii, Qutb-al-Din Mohammad Ashkevari y Mulla Shams Gilani.
La prosa filosófica de Mir Damad es considera con frecuencia uno de los estilos más densos y obtusamente difíciles de entender, empleando de manera deliberada terminología filosófica intrincada y acuñando neologismos que requieren de análisis sistemático y comentarios detallados.

## Obras
Entre sus 134 obras conocidasse encuentran:
- Taqwim al-Iman (Calendarios de fe)
- Kitab Qabasat al-Ilahiyah (Libro de las brasas divinas de la leña ardiente)
- Kitab al-Jadhawat (Libro de atracciones espirituales)
- Sirat al-Mustaqim (El camino recto)